# Brynjudalur
Brynjudalur är en dal i republiken Island.   Den ligger i regionen Vesturland, i den västra delen av landet, 40 km nordost om huvudstaden Reykjavík.